# Умингмакток
Умингмакток (англ. Umingmaktok, инуктитут Umingmaktuuq, ранее название залив Чаймо, англ. Bay Chimo) — ныне упразднённое поселение в Канаде, находящееся бухте Батерст, региона Китикмеот, Нунавут . Умингмакток переводится с эскимосского диалекта инуиннактун как «он/она поймал(а) овцебыка».
Традиционным языком этого района является инуиннактун, но латинский алфавит при этом используется чаще, чем инуктитутская письменность, которая, в основном, применяется в официальных документах Правительства Нунавута.
Поселение было образовано на месте заброшенного поста «Компании Гудзонова залива» в качестве лагеря для инуитских семей, которые хотели бы вести более традиционный образ жизни. Местность вокруг Умингмактока богата дикими животными, такими как песец, морской котик, северный олень, арктический голец и овцебык.
Согласно переписи 1996 года население Умингмактока составило 51 человек, но только один из них был инуитом. По переписи 2016 года поселение считалось заброшенным, хотя в 2011 году здесь проживало 5 человек.
Умингмакток — одно из самых малочисленных невоенизированных поселений в Нунавуте. Когда-то здесь была школа, обеспечивающая образование до 6 класса средней школы. Позже школьников стали отправлять на учёбу в Кеймбридж-Бей.
В поселении отсутствует электроснабжение, поэтому население использовало портативные генераторы. Коммуникация обеспечивалась посредством спутниковой связи. Единственный способ добраться до Умингмактока — это самолет.